# سابين داردين
سابين آن رينية غيسلين داردين (ولدت في 28 من أكتوبر 1983) هي مؤلفة بلجيكية. أُختطفت في سن الثانية عشرة من قِبل المتحرش بالأطفال والسفاح مارك دوتروكس في عام 1996. كانت داردين واحدة من آخر ضحيتي دوتروكس. وقَد نَجت هي وزميلتها الأسيرة ليتياثيا ديلهايز، على الرغم من العثور على أربع جثث أربعة آخرين من ضحايا الأختطاف وشريك دوتروكس في إحدى ممتلكاته.

## الإختطاف
أختطفت داردين بواسطة دوتروكس في 28 مايو عام 1996، أثناء ركوب درجاتها متجهة إلى المدرسة. على الرغم من أن عمرها لا يتجاوز الثانية عشر عامًا، إلا أن داردين قاتلت مره أخرى، وطلقت على دوتروكس أسئلة ومطالب. في البدئ أستطاع أن يقنع داردين أنه كان حليفها الوحيد وأن والديها فشلا في جمع الفدية التي من شأنها أن تنقذها من رجال وهميين أرادوا قتلها. خلال سجنها في الطابق السفلي من منزل دوتروكس، سمح دوتروكس لداردين بكتابه رسائل عاطفية لأصدقائها وعائلتها، والتي لم ترسل أبدًا على الرغم من وعوده لها حينها. بعد عدة أسابيع، قالت أنها أرادت أن يزورها أحد اصدقائها، فقام بخطف ليتياثيا ديلهايز البالغة من العمر 14 عامًا، قائلًا «أنظرى ماذا فعلت من أجلك»
كان أختطاف ديلهايز هو التراجع عن دوتروكس، حيث شاهد شهود محليون سيارتة في مسقط رأس ديلهايز وقام أحدهم بكتابة رقم تسجيلة، الذي تتبعه محققوا الشرطة إلى دوتروكس. تم إنقاذ داردين وديلهايز في 15 أغسطس 1996 من قِبل الشرطة البلجيكية، بعد يومين من اعتقال دوتروكس أعترف بأختطاف واغتصاب كلتاهما.
أستمرت محنة داردين في الطابق السفلي لمنزل دوتروكس لمده 80 يومًا، وأمضت ديلهايز 6 أيام قبل أن تنقذهم السلطات. وكان من بين الضحايا في وقت سابق كلا من مليسيا روسو البالغة من العمر ثماني سنوات، وجولى ليجون، اللتان توفيا بسبب الجوع، بينما كان دوتروكس في السجن لسرقة سيارة، وآن مارشال البالغة من العمر سبعة عشر عامًا وأفجي لامبريكس البالغه من العمر تسعة عشر عامًا، وكلتاهما دفنت وهي حية تحت سقيفة ممتلكات دوتروكس. كذلك تم العثور على جثة خامسة كان شريكه الفرنسي، برنارد وينشتاين والذي أعترف دوتروكس بتخديره ودفنه حيًا.

## المحاكمة
استغرق الأمر ثماني سنوات حتى تم الحكم ف القضية، كانت هناك العديد من المشاكل، بما في ذلك الحجج حول الأختصاص القضائى. والأخطاء القانونية والأجرائية وتهم عدم الكفائة والأدلة التي اختفت. كان هناك أيضا العديد من حالات الانتحار لاشخاص متورطين في القضية بما في ذلك مدعيين عاميين وضباط الشرطة والشهود. كما أن الأتصالات بين فلاندر الناطقة بالهولندية ووالونيا الناطقة بالفرنسية كانت قصيره.
في أكتوبر تشرين الأول 1996 تظاهر 350000 شخص في بروكسل للأحتجاج على عدم كفاءة الشرطة في القضية. بسبب الوتيرة البطيئة للمحاكمة والاكتشافات المزعجة لعدد أكبر من الضحايا في غضب شعبي.
خلال المحاكمة زعم دوتروكس أنه عميل ضمن حلقة استغلال جنسي للأطفال على نطاق القارة تضم أشخاص بارزين والمؤسسة القانونية في بلجيكا. شهدت كلًا من داردين وديلهايز ضد دوتروكس خلال محاكمتة عام 2004، وأدت شهادتهما دورًا مهمًا في إدانته.
تم توثيق راوية داردين عن اختطافها وعواقبها في مذكراتها، تمت ترجمة الكتاب إالى 14 لغة ونشرت في 30 دولة. أصبح الكتاب أفضل رقم مبيعات في أوروبا القارية والمملكة المتحدة.